# كل روبرتسون
كل روبرتسون (بالإنجليزية: Kel Robertson)‏ (1950، نيوساوث ويلز في أستراليا)؛ روائي أسترالي.